# Goldfield (Iowa)
Goldfield è un comune degli Stati Uniti d'America, situato nello Stato dell'Iowa, nella contea di Wright.